# Bataille du cap Finisterre (1805)
Pour les articles homonymes, voir Bataille du cap Finisterre.
Troisième Coalition
Batailles
Batailles navales
- Rocher du Diamant (1805)
- Cap Finisterre (1805)
- îles Chausey (1805)
- Trafalgar (1805)
- Cap Ortegal (1805)

Campagne d'Allemagne (1805) : opérations en Bavière - Autriche - Moravie
- Donauwörth
- Wertingen
- Günzburg
- Haslach-Jungingen
- Memmingen
- Elchingen
- Nerenstetten
- Neresheim
- Ulm
- Ried
- Lambach
- Bodenbichl
- Steyr
- Amstetten
- Mariazell
- Dürenstein
- Hollabrunn (Schöngrabern)
- Wischau
- Austerlitz

Campagne d'Italie (1805) : Opérations en Italie du Nord
- Vérone
- Caldiero
- Forano
- Castelfranco Veneto

Invasion de Naples (1806)
- Gaète
- Campo Tenese
- Maida
- Lauria
- Maratea
- Amantea
- Mileto

La bataille du cap Finisterre ou bataille des Quinze-Vingt eut lieu au large du cap Finisterre, en Galice (Espagne), le 22 juillet 1805, pendant la guerre de la troisième Coalition. 
La flotte franco-espagnole de l'amiral Pierre de Villeneuve devait rejoindre l'escadre de Ganteaume à Brest en vue de couvrir le transport de l'Armée des côtes de l'Océan rassemblée au camp de Boulogne, et permettre à Napoléon Ier d'envahir l'Angleterre. En quatre heures de canonnade dans le brouillard, aucune des deux flottes ne put remporter l'avantage. La flotte britannique de l'amiral Robert Calder, inférieure en nombre et très éprouvée par la canonnade, se replia pour empêcher les escadres françaises de Brest et Rochefort de rallier celle de Villeneuve tandis que ce dernier partait s'abriter à Cadix. Napoléon, furieux du fiasco de Villeneuve, abandonna le camp de Boulogne pour s'engager dans la campagne d'Allemagne tandis que Calder, très critiqué en Grande-Bretagne pour avoir abandonné le combat, dut laisser l'initiative à son cadet Horatio Nelson qui, quelques mois plus tard, remporta sur Villeneuve l'écrasante victoire de Trafalgar.

## Contexte
La Paix d'Amiens (25 mars 1802) avait suspendu les hostilités entre la France et le Royaume-Uni. Cette paix précaire fut ébranlée lorsque la jeune république annexa purement et simplement le Piémont. L'impérialisme affiché de la France offrait un prétexte à la marine anglaise pour intervenir contre ses navires sans craindre de réactions hostiles des autres puissances européennes. Dès le 17 mai 1803, la marine britannique mettait l'embargo sur les vaisseaux français et hollandais. Le Conseil des Cinq-Cents et celui des Anciens prirent connaissance de la nouvelle le 20 mai ; le 22, les sujets britanniques résidant en France (étendue aux provinces italiennes) furent mis en état d'arrestation. Le 23 mai, la Grande-Bretagne déclarait officiellement la guerre à la France. 
Essentiellement maritimes, les hostilités démontrèrent l'infériorité de la flotte française face à la Royal Navy. Napoléon forma alors le plan d'envahir la Grande-Bretagne et concentra des troupes à Boulogne. Il était convaincu que les miliciens anglais, sous-équipés et sous-entraînés, offriraient peu de résistance à une invasion. Il fut décidé que les flottes françaises de Méditerranée et de l'Atlantique déjoueraient le blocus anglais et feraient voile vers les îles des Caraïbes, attirant la flotte britannique et affaiblissant ainsi les défenses côtières. S'étant regroupées à La Martinique, les forces impériales devaient alors revenir vers l'Europe où elles avaient pour triple tâche de rallier l'Irlande et y fomenter une rébellion, anéantir les patrouilles anglaises dans la Manche et transporter les troupes françaises de l'autre côté du détroit de Douvres. 
Villeneuve quitta Toulon le 29 mars 1805 avec onze vaisseaux de ligne, six frégates et deux bricks. Il réussit à déjouer la surveillance de la flotte anglaise, commandée par l'amiral Nelson, et franchit le détroit le Gibraltar le 8 avril. Ayant réussi à repousser l'escadre anglaise stationnée au large de Cadix, il fut rejoint par six navires de guerre espagnols. Ces forces navales firent voile vers les Caraïbes et mouillèrent dans les eaux martiniquaises le 12 mai suivant. 
Nelson, retardé par des vents contraires, ne put franchir le détroit de Gibraltar avant le 7 mai. La flotte britannique, forte de dix navires, atteignit Antigua le 4 juin. 
Villeneuve attendait l'arrivée de l'amiral Ganteaume, commandant la flotte de Brest, mais celle-ci ne réussit pas à forcer le blocus anglais et Villeneuve attendit en vain. Les officiers français implorèrent Villeneuve d'attaquer les colonies britanniques, ce qu'il se refusa à faire. Le 4 juin, il quittait La Martinique. Le 7 juin, ayant capturé un navire de commerce britannique, il apprit l'arrivée de Nelson à Antigua et le 11 juin, il fit voile vers l'Europe.
Dans la mer des Antilles, la flotte franco-hispanique croisa un convoi britannique qui représentait une prise de cinq millions de francs. Il était escorté par la frégate Barbadoes de vingt-huit canons et le sloop Netley. Villeneuve donna le signal de la poursuite ; deux frégates françaises appuyées par le navire espagnol Argonauta de quatre-vingts canons s'emparèrent de tous les navires du convoi à l'exception d'un navire escorte. 
Le 30 juin, la même flotte captura et brûla un corsaire anglais de quatorze canons. Le 3 juillet, la flotte reprit le galion espagnol Matilda, chargé d'un trésor estimé à quinze millions de francs, au corsaire anglais Mars de Liverpool, qui remorquait la Matilda vers l'Angleterre. Le navire corsaire fut incendié et la Matilda prise en charge par la frégate française La Sirène. 
La flotte faisait voile vers l'Europe lorsque, le 9 juillet, le navire français L'Indomptable démâta au cours d’une tempête qui causa quelques légers dommages au reste de la flotte. Le retour fut particulièrement éprouvant selon l'amiral espagnol Gravina qui en était à sa onzième traversée de l'Atlantique. 
C'est donc une flotte durement éprouvée et des équipages épuisés, notamment par un rationnement sévère, qui arrivèrent en vue du Cap Finisterre le 22 juillet.

## Bataille dite «des Quinze-Vingt»

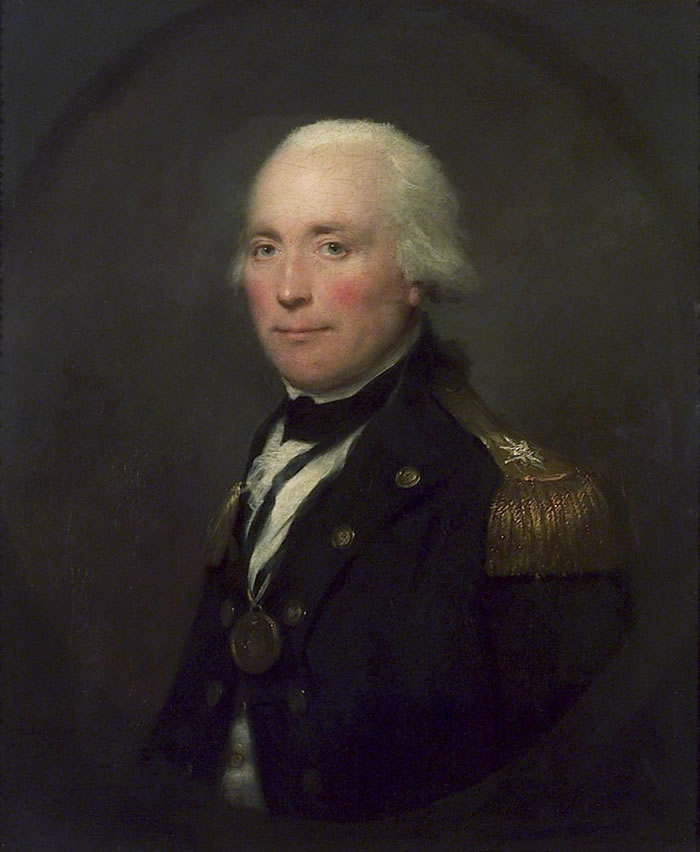
Vice-Amiral Robert Calder.

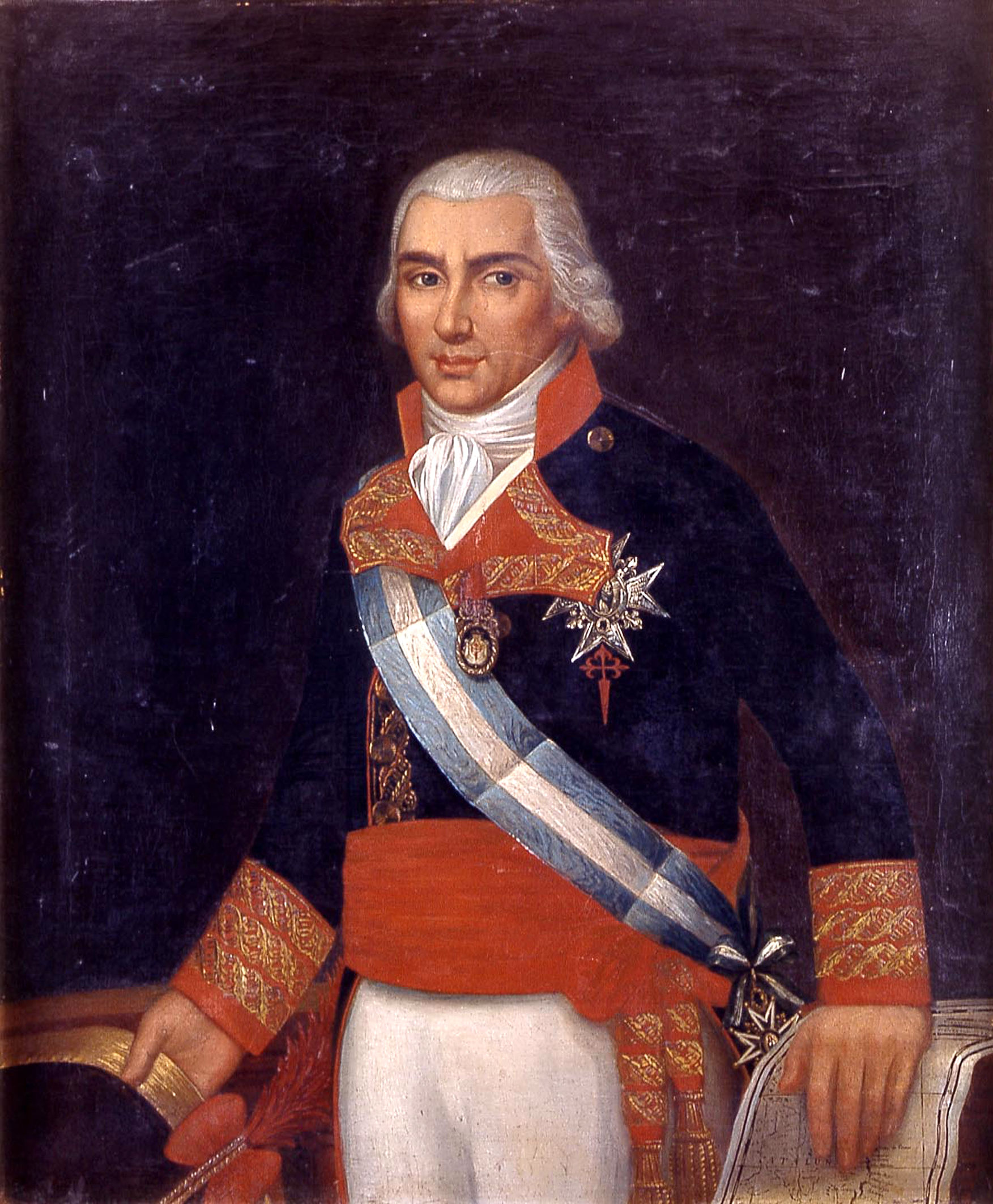
Amiral Federico Carlos Gravina y Nápoli.

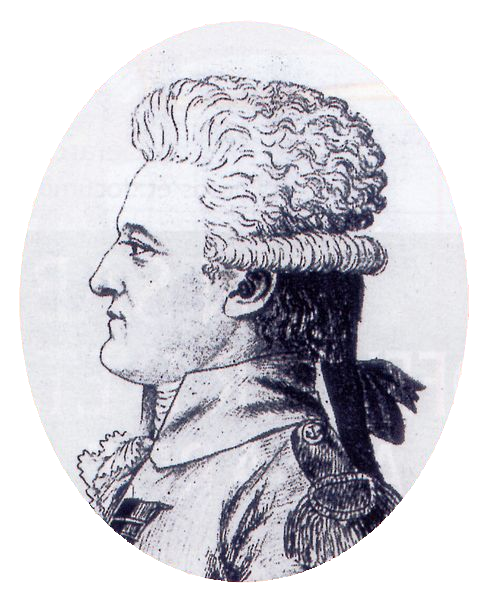
Vice-amiral Pierre Charles Silvestre de Villeneuve.

La nouvelle du retour de la flotte française fut communiquée au vice-amiral Robert Calder le 19 juillet. Il reçut l’ordre de lever le blocus des ports de Rochefort et de Ferrol afin de s’avancer vers le cap Finisterre pour intercepter les navires de Villeneuve. Les deux flottes parvinrent en vue l'une de l'autre le 22 juillet vers onze heures du matin, à environ 180 km au large de Ferrol. 
Plusieurs heures se passèrent en manœuvres et la bataille débuta vers cinq heures de l'après-midi lorsque la flotte anglaise, rangée derrière la Hero du capitaine Alan Hyde Gardner, s'avança sur la ligne de vaisseaux franco-espagnols et dura quatre heures au milieu d’un épais brouillard, ce qui entraîna le surnom de Quinze-Vingt (en référence à un hôpital parisien pour patients non-voyants) à ce combat. 
Le combat s'engage entre les avant-gardes, dans des conditions de visibilité très médiocres. Cosmao-Kerjulien, sur le Pluton, chef de file de l'escadre française qui suit l'avant-garde espagnole, s'aperçoit que le vaisseau espagnol le Firme, serre-file de ceux de sa nation, démâté de plusieurs de ses mâts, dérive dans la ligne anglaise, ainsi qu'un autre espagnol, le San-Raphaël. Il quitte alors son poste et vient se placer entre les Britanniques et le Firme. Cette audacieuse manœuvre aurait eu tout le succès qu'en attendait Cosmao-Kerjulien, si les vaisseaux placés derrière le Pluton avaient su l'imiter. Mais la brume et la fumée les en empêchent et, se trouvant seul contre plusieurs vaisseaux ennemis, il se voit forcé d'aller reprendre son poste. Le Firme tombe au pouvoir des Anglais puis le San Raphaël.
Pendant que Cosmao-Kerjulien se dévoue ainsi pour venir au secours de vaisseaux alliés, trois autres : le Terrible, l’España et l’America, fort maltraités, tombent sous le vent de la ligne. Le Pluton quitte encore son poste pour couvrir ces vaisseaux de son feu. Mais, plus heureux cette fois, il les empêche d'être enveloppés et pris. La visibilité étant pauvre, la bataille tourne à la mêlée confuse. Calder donne l'ordre de cessez-le-feu à huit heures vingt-cinq. Dans la confusion et l'obscurité, l'ordre ne fut pas reçu par tous les navires et la canonnade se poursuivit pendant encore une heure.

## Dénouements
Le lever du soleil trouva les flottes à 27 kilomètres de distance. Calder éprouvait quelque réticence à reprendre le combat dans des conditions adverses. Beaucoup de navires britanniques, et notamment l’HMS Windsor Castle et l’HMS Malta étaient sérieusement endommagés et il craignait que les flottes qu'il retenait jusque-là à Rochefort et au Ferrol ne viennent désormais renforcer celle de Villeneuve. Il refusa donc l'engagement et prit la direction du nord-est avec ses prises. 
Selon le rapport de Villeneuve, celui-ci aurait eu l'intention d'attaquer, mais les vents étant faibles il lui fallut la journée pour se retrouver à portée de tir de la flotte anglaise. Il décida alors qu'il était trop tard pour engager les hostilités et remit le combat au lendemain. Le 24 juillet, les vents changèrent et la flotte franco-espagnole se retrouva au vent de la flotte britannique, position idéale pour une bataille ; cependant Villeneuve ne donna pas l'ordre du combat, et se dirigea vers Vigo, plus au sud. Arrivé là, il reçut des ordres émanant de l'empereur, lui enjoignant de se rendre sur le champ à Brest puis à Boulogne. Villeneuve apprend aussi qu'une escadre française, forte de cinq vaisseaux (avec entre autres le puissant Majestueux de cent dix-huit canons) et trois frégates, sous le commandement de Zacharie Allemand se dirige à l'entrée du golfe de Gascogne pour se joindre à sa propre flotte.
Cette escadre, partie de Rochefort le 17 juillet, se dirige vers un premier point de rendez-vous situé au large du Ferrol et y croise effectivement du 29 juillet au 3 août. Ne voyant pas arriver l'escadre de Villeneuve qui, il l'ignore, vient d'affronter Calder et s'est repliée sur Vigo, Allemand finit par se diriger vers le sud de la Bretagne, Penmarch, second lieu prévu de rendez-vous, et y croise du 6 au 11 août.
Pendant ce temps, Villeneuve tente aussi d'établir le contact. Il détache une frégate, la Didon, à la recherche d'Allemand. Mais elle est capturée par la frégate anglaise Phénix. Le 13 août, Villeneuve quitte enfin La Corogne et met le cap sur Brest, où il doit faire la jonction avec l'escadre de Ganteaume, tandis qu'Allemand, lui, redescend vers l'Espagne, toujours à la recherche de Villeneuve. Le 14 août, les journaux de bord des deux flottes permettent de conclure qu'elles se sont aperçues ; mais pensant avoir rencontré fortuitement une flotte anglaise très supérieure en nombre, Allemand se dérobe habilement. Villeneuve ne cherche pas à reconnaître cette flotte, car les Anglais ont réussi à lui faire croire qu'une de leurs escadres, forte de plus de vingt vaisseaux, descendait vers Vigo. Il est vraisemblable que Villeneuve ait cru ces rumeurs, car au lieu de suivre les ordres de l'Empereur, il s'échappe vers Cadix où il arrive le 21 août.

## Conséquences
La bataille se soldait par un échec du côté français. Quinze navires britanniques avaient attaqué vingt navires coalisés et réussirent à capturer deux navires espagnols. Du côté britannique, les pertes s'élevaient à trente-neuf morts et cent cinquante-neuf blessés. Du côté des forces alliées, le nombre de morts et de blessés s'élevait à quatre cent soixante-seize. Pire, Villeneuve avait failli à deux de ses missions : amener des troupes en Irlande et transporter en Angleterre les soldats qui patientaient inutilement au camp de Boulogne.
Quelques semaines après la bataille, l'empereur notait que si Villeneuve avait eu le génie et l'initiative de Gravina, il aurait remporté la victoire au Cap Finisterre. Napoléon dira même que si Gravina avait commandé la flotte coalisée en 1805 au lieu du trop prudent amiral Villeneuve, il aurait permis de bousculer la Royal Navy hors de la Manche et l'Angleterre aurait pu être envahie. 
Le 27 août, Napoléon, découragé par ces événements et appelé à d'autres projets, dut renoncer à son projet d'envahir l'Angleterre. Il quitta Boulogne avec l' « armée d'Angleterre », rebaptisée la « Grande Armée », pour se porter au-devant de la menace austro-russe (bataille d'Austerlitz).
La victoire de Calder eut de grandes conséquences car elle obligea Villeneuve à se réfugier à Cadix jusqu'à la bataille de Trafalgar, au cours de laquelle la flotte franco-espagnole fut anéantie le 21 octobre 1805 par la flotte britannique de Nelson. Gravina y laissa la vie tandis que Villeneuve sera fait prisonnier par les Anglais. 
Cependant, l'amirauté et l'opinion publique britanniques ne récompensèrent pas Calder pour sa victoire au cap Finisterre, bien au contraire. Calder fut dégradé, passa en cour martiale, et fut sévèrement réprimandé pour ne pas avoir cherché à reprendre le combat les 23 et 24 juillet. Il n'obtint par la suite plus aucun commandement dans la Royal Navy.

## Forces en présence

### Flotte britannique
- Calder disposait de 15 navires de ligne : les Prince of Wales, Glory (en), Barfleur, Windsor Castle (en), Malta, Thunderer, Hero, Repulse (en), Defiance, Ajax, Warrior, Dragon (en), Triumph, Agamemnon et le Raisonnable, deux frégates : l’Égyptienne et la Sirius, ainsi que deux plus petites embarcations.

| Navire                                                                      | Pertes | Pertes  | Dégâts           | Dégâts                                                                                 | Dégâts                                       |
| Navire                                                                      | Morts  | Blessés | Gréément         | Mâts et vergues                                                                        | Coque et autres                              |
| --------------------------------------------------------------------------- | ------ | ------- | ---------------- | -------------------------------------------------------------------------------------- | -------------------------------------------- |
| Hero (74), Capt. Alan Hyde Gardner                                          | 1      | 4       | Voiles déchirées | Mât et vergues de misaine gravement endommagés                                         | Plusieurs impacts sur la ligne de flottaison |
| Ajax (74), Capt. William Brown                                              | 2      | 16      | Très endommagé   | Vergues de grand-voiles                                                                | Explosion d'un canon                         |
| Triumph (74), Capt. Henry Inman                                             | 5      | 6       | Très endommagé   | Vergues de grand-voile                                                                 | Deux canons touchés                          |
| Barfleur (98), Capt. George Martin                                          | 3      | 7       |                  | Mât et vergues de misaine                                                              |                                              |
| Agamemnon (64), Capt. John Harvey                                           | 0      | 3       |                  | Vergues de misaine, mât d'artimon et vergues du grand mât                              |                                              |
| Windsor Castle (en) (98), Capt. C. Boyles                                   | 10     | 35      | Très endommagé   | Vergues d'artimon et de misaine, grand-mât, vergue du grand mât, de misaine et beaupré |                                              |
| Defiance (74), Capt. Philip Durham                                          | 1      | 7       | Très endommagé   | Vergue de la grand voile d'artimon, grand mât, vergue de misaine                       |                                              |
| Prince of Wales (98), navire de l'amiral Calder, Capt. W. Cumming           | 3      | 20      | Très endommagé   | Vergue du grand mât, vergue de grand voile de d'artimon                                | Gouvernail arraché                           |
| Repulse (en) (64), Capt. Arthur Kaye Legge                                  | 0      | 4       | Très endommagé   | Beaupré                                                                                |                                              |
| Raisonnable (64), Capt. Josias Rowley                                       | 1      | 1       |                  | Plusieurs vergues                                                                      | Boulets de canons dans la coque              |
| Dragon (en) (74), Capt. Edward Griffith                                     | 0      | 4       |                  |                                                                                        |                                              |
| Glory (en) (98), navire amiral de Sir Charles Stirling, Capt. Samuel Warren | 1      | 1       | Très endommagé   | Vergue de misaine                                                                      |                                              |
| Warrior (74), Capt. S. Hood Linzee                                          | 0      | 0       | Très endommagé   | Plusieurs vergues                                                                      | Échoué côté bâbord                           |
| Thunderer (74), Capt. William Lechmere                                      | 7      | 11      | Très endommagé   | Mât d'artimon, vergues de misaine et de grand mât                                      | Plusieurs boulets dans la coque              |
| Malta (80), Capt. E. Buller                                                 | 5      | 40      | Très endommagé   | Grandes vergues et tous les mâts                                                       |                                              |
| Égyptienne (40), Capt. Charles Fleeming                                     |        |         |                  |                                                                                        |                                              |
| Sirius (36), Capt. William Prowse                                           |        |         |                  |                                                                                        |                                              |
| Nile (lougre), Lieut. John Fennell                                          |        |         |                  |                                                                                        |                                              |
| Frisk (cotre), Lieut. James Nicholson                                       |        |         |                  |                                                                                        |                                              |

### Flotte franco-espagnole
- Villeneuve commandait vingt navires de ligne. Six étaient espagnols : L'Argonauta, le Terrible, l'America, l'España, le San Rafaël et le Firme ; quatorze étaient français : le Pluton, le Mont Blanc, l'Atlas, le Berwick, le Neptune, le Bucentaure, le Formidable, l'Intrépide, le Scipion, le Swiftsure, l'Indomptable, l'Aigle, l'Achille et l'Algesiras, sept frégates et deux bricks.

| Navire (espagnols en gras)                                                    | Pertes | Pertes  | Dégâts                                 | Dégâts                                                                        | Dégâts                                                                                          |
| Navire (espagnols en gras)                                                    | Morts  | Blessés | Gréément                               | Mâts et espars                                                                | Coque et autres                                                                                 |
| ----------------------------------------------------------------------------- | ------ | ------- | -------------------------------------- | ----------------------------------------------------------------------------- | ----------------------------------------------------------------------------------------------- |
| L'Argonauta (80), Bateau amiral de Federico Gravina, Capitaine Rafael de Hore | 6      | 5       | Mâts d'artimon et de misaine fracassés | Avant arraché                                                                 |                                                                                                 |
| Terrible (74), Commandant Francisco Vázquez de Mondragón                      | 1      | 7       | Lacéré                                 | Deux canons renversés ; flanc arraché, un boulet sur la ligne de flottaison ; |                                                                                                 |
| America (64), Comm. Juan Darrac                                               | 5      | 13      | Mâts criblés d'impacts                 | 60 impacts                                                                    |                                                                                                 |
| España (64), Comm. Bernardo Muñoz                                             | 5      | 23      | Lacérés                                | Mât d'artimon abattu, ainsi que plusieurs espars                              | Gouvernail très endommagé, dégâts sur la coque                                                  |
| San Rafael (80), Comm. Francisco de Montes (capturé)                          | 41     | 97      | Détruit                                | Démâté entièrement                                                            | Criblé de boulets                                                                               |
| Firme (74), Comm. Rafael de Villavicencio (capturé)                           | 35     | 60      | Détruit                                | Totalement démâté                                                             | Criblé d'impacts                                                                                |
| Pluton (74), Comm. Cosmao-Kerjulien                                           | 14     | 24      |                                        |                                                                               |                                                                                                 |
| Mont-Blanc (74), Comm. La Villegris                                           | 5      | 16      |                                        |                                                                               | Asp. Bernard grièvement blessé                                                                  |
| Atlas (74), Comm. CV Rolland                                                  |        |         |                                        |                                                                               | Vaisseau gravement endommagé. Comm. Rolland gravement blessé                                    |
| Argonaute (74), Comm. Jacques Epron-Desjardins                                | 15     | 52      |                                        |                                                                               | Ce navire ne figure pas à la référence 3                                                        |
| Berwick (74), Comm. Camas                                                     | 3      | 11      |                                        |                                                                               |                                                                                                 |
| Neptune (80), Comm. Maistral                                                  | 3      | 9       |                                        |                                                                               |                                                                                                 |
| Bucentaure (80), navire amiral Villeneuve                                     | 5      | 5       |                                        |                                                                               |                                                                                                 |
| Formidable (80), navire amiral de Pierre Dumanoir Le Pelley, Comm. Letellier  | 6      | 8       |                                        |                                                                               |                                                                                                 |
| Intrépide (74), Comm. Infernet                                                | 7      | 9       |                                        |                                                                               |                                                                                                 |
| Scipion (74), Comm. Berenguer                                                 | 0      | 0       |                                        |                                                                               |                                                                                                 |
| Swiftsure (74), Comm. Villemadrin                                             | 0      | 0       |                                        |                                                                               |                                                                                                 |
| Indomptable (80), Comm. Hubert                                                | 1      | 1       |                                        |                                                                               |                                                                                                 |
| Aigle (74), Comm. Gourrege                                                    | 6      | 0       |                                        |                                                                               |                                                                                                 |
| Achille (74), Comm. De Nieport                                                | 0      | 0       |                                        |                                                                               |                                                                                                 |
| Algésiras (74), navire amiral du contre-amiral Magon, Comm. Brouard           | 0      | 0       |                                        |                                                                               | Ce navire ne figure pas à la référence 3, mais il est incontestable qu'il a pris part au combat |